# Шендет (фараон)
Шендет (Крокодил) — давньоєгипетський фараон з так званої 0 династії, який правив близько 3100 року до н. е.

## Життєпис
Про фараона збереглось мало згадок.
Його ім'я збереглось на кількох зображеннях та інтерпретується як горове ім'я фараона. Головним свідченням його існування є зображення на глиняній печатці, що було знайдено під час розкопок у могилі № 414 в Тархані. Поряд містилось зображення фараона Нармера. Первинно те ім'я інтерпретувалось як Скорпіон, однак із цим не погодився єгиптолог Гюнтер Дреєр. Він прочитав ім'я як šnj.w («Цар Крокодил»). У той же час Ервін ван ден Брінк і Пітер Каплоні інтерпретували напис на сереху як šn.dt (Шендет, «Пригнічувач»), вважаючи це варіантом імени фараона. Також ван ден Брінк вважав, що ім'я цього фараона є на одному з написів в Абу-Омар-Мінскаті.
Дреєр вважав Крокодила місцевим правителем, який керував у районі Тархана на противагу іншому фараону. Однак не відомі ані його попередник, ані наступник. Однак інші дослідники вважають, що там може бути написано ім'я бога Себека, який зображувався у вигляді крокодила з лотосом.
Під час розкопок у Єраконполі був виявлений розбитий набалдашник на скіпетр, на якому присутній сильно пошкоджений ієрогліф, що його низка єгиптологів інтерпретують як крокодил на прапорі.

## См.також
- Список керівників держав 4-го тисячоліття до н.е.